# Довер (Илиноис)
Довер (енгл. Dover) град је у америчкој савезној држави Илиноис.

## Демографија
По попису из 2010. године број становника је 168, што је 4 (-2,3%) становника мање него 2000. године.
| Група             | 2000.       | 2010.       |
| Белци             | 170 (98,8%) | 147 (87,5%) |
| Афроамериканци    | 0 (0,0%)    | 1 (0,6%)    |
| Азијати           | 0 (0,0%)    | 0 (0,0%)    |
| Хиспаноамериканци | 1 (0,6%)    | 17 (10,1%)  |
| Укупно            | 172         | 168         |